# Until Dawn: Rush of Blood
Until Dawn: Rush of Blood è un videogioco di generi survival horror e sparatutto su rotaie sviluppato da Supermassive Games, pubblicato da Sony Interactive Entertainment e distribuito da PlayStation Network per PlayStation VR nel 2016.
Il gioco è uno spin-off diretto in realtà aumentata del videogioco Until Dawn, uscito nel 2015 per PlayStation 4, in cui il giocatore si trova a bordo di un ottovolante mentre spara a oggetti ostili o nemici vivi.
Il gioco presenta molti dei personaggi già comparsi in Until Dawn, come lo Psicopatico e le gemelle Hannah e Beth Washington, interpretate ancora una volta da Antonella Lentini, mentre appare un personaggio inedito quale Dan T., la guida del giocatore per tutto il corso del gioco, interpretato da Larry Fessenden.

## Trama
Il pagliaccio Dan T. è la guida del giocatore all'interno di un parco divertimenti, e deve iniziarlo a gestire i livelli e liberarsi dei nemici sparandogli. Il protagonista quindi sale su un ottovolante e inizia a ripulire il livello, facendo al contempo la conoscenza dello Psicopatico, killer mascherato, che lo porta a una loggia e gli fa inalare del gas allucinogeno che mette il protagonista momentaneamente fuori combattimento. Il protagonista ci riprova e combatte contro un fantasma e successivamente contro lo Psicopatico, uccidendolo. Nei prossimi livelli il protagonista dovrà combattere contro le mostruose gemelle non-morte Hannah e Beth Washington (personaggi di Until Dawn).
Durante il corso del gioco la personalità e l'aspetto di Dan T. cambiano: mentre nelle fasi iniziali del gioco si dimostra allegro e solidale, verso le fasi finali diventa sempre più oscuro e squilibrato. Il protagonista uccide un ragno gigante e fugge da alcuni Wendigo (principali nemici di Until Dawn), prima di finire in una caverna infernale e affrontare Dan T., divenuto una bestia mangia-uomini, che lo trascina con sé in una fossa lavica.
Quando il giocatore termina tutti i livelli, il protagonista si ritrova con Dan T. che lo cura e si complimenta con lui per i suoi progressi, avvisandolo però che potrebbe dover ripetere il processo nuovamente.
Se il giocatore termina il gioco in modalità Psyco, viene mostrata la scena finale di Until Dawn dal punto di vista del protagonista, in cui due agenti della polizia trovano Joshua Washington (altro personaggio di Until Dawn) mangiare carne umana.

## Modalità di gioco
Prima di iniziare la partita il giocatore può selezionare un livello di difficoltà scegliendo quindi tra 4 livelli che vanno in ordine di difficoltà crescente. Il gioco inizia con un tutorial che il giocatore deve necessariamente completare per proseguire. Il giocatore deve farsi strada tra i livelli ripulendoli dai nemici sparandogli e per questo può sfruttare il DualShock 4 oppure i PlayStation Move. Alla fine di ogni livello al giocatore viene attribuito un punteggio in base alla precisione dei colpi inflitti ai nemici, al ritrovamento di oggetti segreti e un ulteriore bonus per le uccisioni multiple, mentre per aumentare i punti nel suo moltiplicatore il giocatore deve colpire ripetutamente i nemici senza farsi colpire o i punti accumulati si azzerano. Il gioco include inoltre la presenza di classifiche online.
Avanzando nei 7 livelli di cui è composto il gioco, della durata di circa 20 minuti ciascuno, il giocatore può collezionare diversi oggetti e sfruttare diverse armi oltre alle pistole predefinite, come fucili, razzi bengala o mitra, ma una volta terminate le munizioni residue delle varie armi il giocatore tornerà alle armi iniziali, che invece hanno munizioni infinite.

## Sviluppo
I progetti di sviluppo per Rush of Blood sono iniziati nell'ottobre 2015 negli studi di Supermassive Games, mentre il gioco è stato ufficialmente annunciato un mese dopo al PlayStation Experience come titolo di lancio di PlayStation VR.
A dicembre 2015 è stato rivelato che il motore grafico utilizzato per lo spin-off sarebbe stato Decima, mentre il motore fisico sarebbe stato Havok, entrambi già utilizzati per Until Dawn.
Hannah e Beth Washington sono state reinterpretate da Antonella "Ella" Lentini, mentre Dan T. è stato interpretato da Larry Fessenden, che ha anche co-scritto, assieme a Graham Reznick, la sceneggiatura di Until Dawn (in cui ha anche interpretato il ruolo di Jack Fiddler) e di questo spin-off. Le tracce musicali della colonna sonora sono state realizzate da Jason Graves, che aveva già composto musica per Until Dawn.

## Accoglienza
| Testata                        | Giudizio |
| ------------------------------ | -------- |
| Metacritic (media al 1-3-2021) | 72/100   |
| Destructoid                    | 7,5/10   |
| Digital Spy                    | 4/5      |
| Everyeye.it                    | 6,8/10   |
| Game Informer                  | 7/10     |
| GameSpot                       | 5/10     |
| Hardcore Gamer                 | 3,5/5    |
| IGN                            | 6/10     |
| Multiplayer.it                 | 6,5/10   |
| The Games Machine              | 8/10     |

Il gioco ha ricevuto valutazioni prevalentemente medie dalla critica specializzata e dai revisori.
Destructoid ha trovato il gameplay "solido e divertente" nonostante la presenza di alcuni difetti "difficili da ignorare", aggiungendo che "i ragazzi di Supermassive sono riusciti a bilanciare e moderare il prodotto come pochissimi sviluppatori sono capaci di fare". Secondo Everyeye.it Until Dawn: Rush of Blood è un prodotto "senza troppe pretese e nel complesso divertente soprattutto per chi è alla ricerca di un brivido da jumpscare", lamentandone però le poche ore di gioco e affermando che altri titoli di lancio per PlayStation VR sono "più interessanti". Game Informer ha affermato che "in confronto a un capolavoro come Until Dawn, Rush of Blood è discutibile", come anche la "forte sovrapposizione tra i due titoli", ma che il gioco "rimane comunque una perla per PlayStation VR". GameSpot è stato particolarmente critico verso il gioco, definendolo "mediocre" in quanto "per niente spaventoso, con solo qualche jumpscare che non fa il suo lavoro, spesso noioso e poco realistico", e assegnandogli un punteggio di 5 su 10. Hardcore Gamer ha affermato che il gioco "riesce a riscuotere successo nonostante sé stesso" e che "a dispetto di qualche problema tecnico il gioco è divertente, scioccante, spaventoso e ha un'atmosfera meravigliosamente unica". IGN, che ha assegnato al gioco un punteggio di 6 su 10, ha lodato principalmente i "controlli fluidi" e la "forte rigiocabilità" del titolo, affermando infine che "anche se si tratta di un on-rail shooter lineare e privo di reali spaventi, Rush of Blood è comunque decentemente divertente"; mentre l'edizione spagnola di IGN ha lamentato la "scarsissima longevità del gioco", trovando però il gioco "coinvolgente soprattutto grazie alla realtà aumentata" e assegnandogli a sua volta un punteggio di 6 su 10. Multiplayer.it ha definito il gioco come "uno dei giochi più solidi per PlayStation VR perché offre al giocatore un grande senso di coinvolgimento, un assaggio di quello che il VR può offrire", ma ne ha criticato la mancanza di innovazione rispetto a Until Dawn, i "jumpscare troppo telefonati" e il fatto che a volte i PlayStation Move non sono sempre precisi. Secondo The Games Machine Until Dawn: Rush of Blood è "una delle produzioni meglio confezionate da Sony e grazie alla bontà del gameplay riesce a mantenersi in piedi in piena autonomia", aggiungendo che "l'atmosfera tesa che riesce costantemente a mantenere lo rende uno dei giochi migliori in assoluto su PlayStation VR" e che "sa farsi apprezzare in qualità di spin-off di un capolavoro". SpazioGames.it ha ritenuto che Until Dawn: Rush of Blood è in grado di creare "un'atmosfera di costante angoscia e un persistente senso di ansia nel giocatore, che non saprà mai da dove aspettarsi un jumpscare o un attacco da parte dei nemici, questo grazie alle sue ambientazioni malate che rimangono facilmente impresse nella memoria", lodandone anche la rigiocabilità ma criticandone i "jumpscare prevedibili" e l'assenza di multigiocatore.